# Plagiothecium lucidum
Plagiothecium lucidum är en bladmossart som beskrevs av Jean Édouard Gabriel Narcisse Paris 1897. Plagiothecium lucidum ingår i släktet sidenmossor, och familjen Plagiotheciaceae. Inga underarter finns listade i Catalogue of Life.